# General Atomics Aeronautical Systems
General Atomics Aeronautical Systems (GA-ASI), fondata a Poway, California negli Stati Uniti d'America nel 1993 è una filiale di General Atomics, l'azienda è attiva nei settori dell'ingegneria aerospaziale e della difesa.
GA-ASI è il più importante produttore di aeromobili a pilotaggio remoto, produce inoltre, sistemi radar e apparecchiature civili e militari.

## Divisioni
Aircraft Systems Group: La divisione si occupa della creazione e produzione degli aerei a pilotaggio remoto, inoltre, fornisce l'addestramento per l'utilizzo degli aeromobili ai piloti.
Mission Systems group: La divisione produce e integra i sistemi e software di controllo per gli aeromobili.

## Prodotti
- General Atomics ALTUS
- General Atomics Avenger
- General Atomics GNAT
- General Atomics MQ-1 Predator
- General Atomics MQ-1C Grey Eagle
- General Atomics MQ-9 Reaper
- General Atomics Prowler